# Luke Grimes
Luke Timothy Grimes (Dayton, Ohio; 21 de enero de 1984) es un actor de cine y televisión estadounidense. 
Grimes es conocido por sus papeles en las películas American Sniper (2014), la saga de películas Fifty Shades of Grey (2015-2018) y por su papel como Kayce Dutton en la serie Yellowstone (2018-2024).

## Biografía
Grimes nació en una familia muy religiosa en Dayton, Ohio, y tiene tres hermanos. Se graduó en Dayton Christian High School en 2002. Su padre es un pastor de la Open Bible Christian Church. Grimes se trasladó a Nueva York para estudiar actuación en American Academy of Dramatic Arts. Ha aparecido en All the Boys Love Mandy Lane, y War Eagle, Arkansas. 
Apareció en el drama de ABC, Brothers & Sisters como Ryan Lafferty, el hijo ilegítimo de William Walker, patriarca de la familia. A partir de la cuarta temporada, se convirtió en un personaje recurrente. Compitió con Scott Porter y Jason Ritter, entre otros, por el papel. Audicionó para interpretar a Elvis Presley en la miniserie de CBS de 2005, pero fue Jonathan Rhys Meyers quien se quedó con el papel.
Fue protagonista en 2010 de la serie de FX, Outlaw Country, con Haley Bennett y Mary Steenburgen. Grimes interpretó a un vaquero llamado Eli Larkin. La serie no fue elegida por FX, pero sí como película para televisión. En 2012, apareció en el thriller de Liam Neeson, Taken 2 como el novio de la hija de Neeson.Interpretó al hermano de Christian Grey, Elliot, en la película Fifty Shades of Grey (2015), y sus secuelas, Fifty Shades Darker (2017) y Fifty Shades Freed (2018). Grimes interpretó a Todd Belkin en Freeheld (2015). 
Desde 2018, ha protagonizado junto a Kevin Costner la serie dramática de Paramount Network titulada Yellowstone el papel de Kayce Dutton.

## Filmografía
| Año  | Título original                          | Papel          | Ref.   |
| ---- | ---------------------------------------- | -------------- | ------ |
| 2006 | All the Boys Love Mandy Lane             | Jake           |        |
| 2007 | War Eagle, Arkansas                      | Enoch          |        |
| 2008 | Assassination of a High School President | Marlon Piazza  |        |
| 2010 | Shit Year                                | Harvey West    |        |
| 2011 | The Wait                                 | Ben            |        |
| 2011 | The Light in the Night (cortometraje)    | Chico          |        |
| 2012 | Taken 2                                  | Jamie          |        |
| 2013 | Stars                                    | Evan           |        |
| 2013 | Squatters                                | Michael        |        |
| 2015 | Fifty Shades of Grey                     | Elliot Grey    | [ 6 ]  |
| 2015 | American Sniper                          | Mark Lee       |        |
| 2015 | Freeheld                                 | Todd Belkin    |        |
| 2015 | Shangri-La Suite                         | Jack Blueblood |        |
| 2016 | The Magnificent Seven                    | Teddy Q        |        |
| 2016 | Manhattan Undying                        | Max            |        |
| 2017 | Fifty Shades Darker                      | Elliot Grey    |        |
| 2017 | El Camino Christmas                      | Eric Roth      | [ 9 ]  |
| 2018 | Fifty Shades Freed                       | Elliot Grey    |        |
| 2019 | Into the Ashes                           | Nick Brenner   |        |
| 2023 | Happiness for Beginners                  | Jake           | [ 10 ] |
| TBA  | Eddington                                |                |        |

| Año       | Título             | Papel         | Notas                       |
| --------- | ------------------ | ------------- | --------------------------- |
| 2009–2010 | Brothers & Sisters | Ryan Lafferty | 35 episodios                |
| 2013      | True Blood         | James         | 6 episodios                 |
| 2018-2024 | Yellowstone        | Kayce Dutton  | 5 temporadas; rol principal |